# Menachem Mendel de Vitebsk
 Menachem Mendel de Vitebskou  Menachem Mendel of Horodok, né en 1730 à Vitebsk, en Biélorussie et mort le 8 mai 1788 (1er Iyar 5548, le 2ème jour de Roch Hodech), à Tibériade, est un Rebbe hassidique, de la troisième génération (depuis le Baal Shem Tov, le fondateur du Hassidisme. Il est un disciple du Maggid de Mezeritch.

## Biographie
Menachem Mendel est né en 1730 à Vitebsk, en Biélorussie,,. Il est le fils de Moshe.

### Vitebsk
En 1773, il s'installe dans sa ville natale de Viebsk et propage le hassidisme en Biélorussie.

### Alya
Menachem Mendel fait son alya en Terre d'Israël en 1777 (5537), avec trois cent hasssidim. Ils arrivent à Accre le 5 Ellul 1777. Ils s'installent à Safed, puis finalement en raison de l'opposition rencontrée dans cette ville, trois après, ils vont à Tibériade.

## Œuvres
- (he) Pri Ha'Aretz (Commentaire sur la Torah[7])[8],[9], (Kopys, Biélorussie,1814)[10]
- (he) Pri Ha'eitz'[8], (Zhitomir (Jytomyr, Ukraine, 1874)[10]
- (he) Likutei Amarim[8], (Lvov (Lviv), Pologne, Ukraine, 1911)[10]
- (he) Nefesh Menaḥem (ses lettres) (Lvov (Lviv), Pologne, Ukraine, 1930)[10]